# Roveredo di Guà
Roveredo di Guà ist eine nordostitalienische Gemeinde (comune) mit 1620 Einwohnern (Stand 31. Dezember 2023) in der Provinz Verona in Venetien. Die Gemeinde liegt etwa 40 Kilometer südöstlich von Verona am Guà, gehört zur Unione comunale Adige-Guà und grenzt an die Provinzen Padua und Vicenza.

## Persönlichkeiten
- Luigi Valenti Gonzaga (1725–1808), Kardinal